# ائتلاف بزرگ (آلمان)

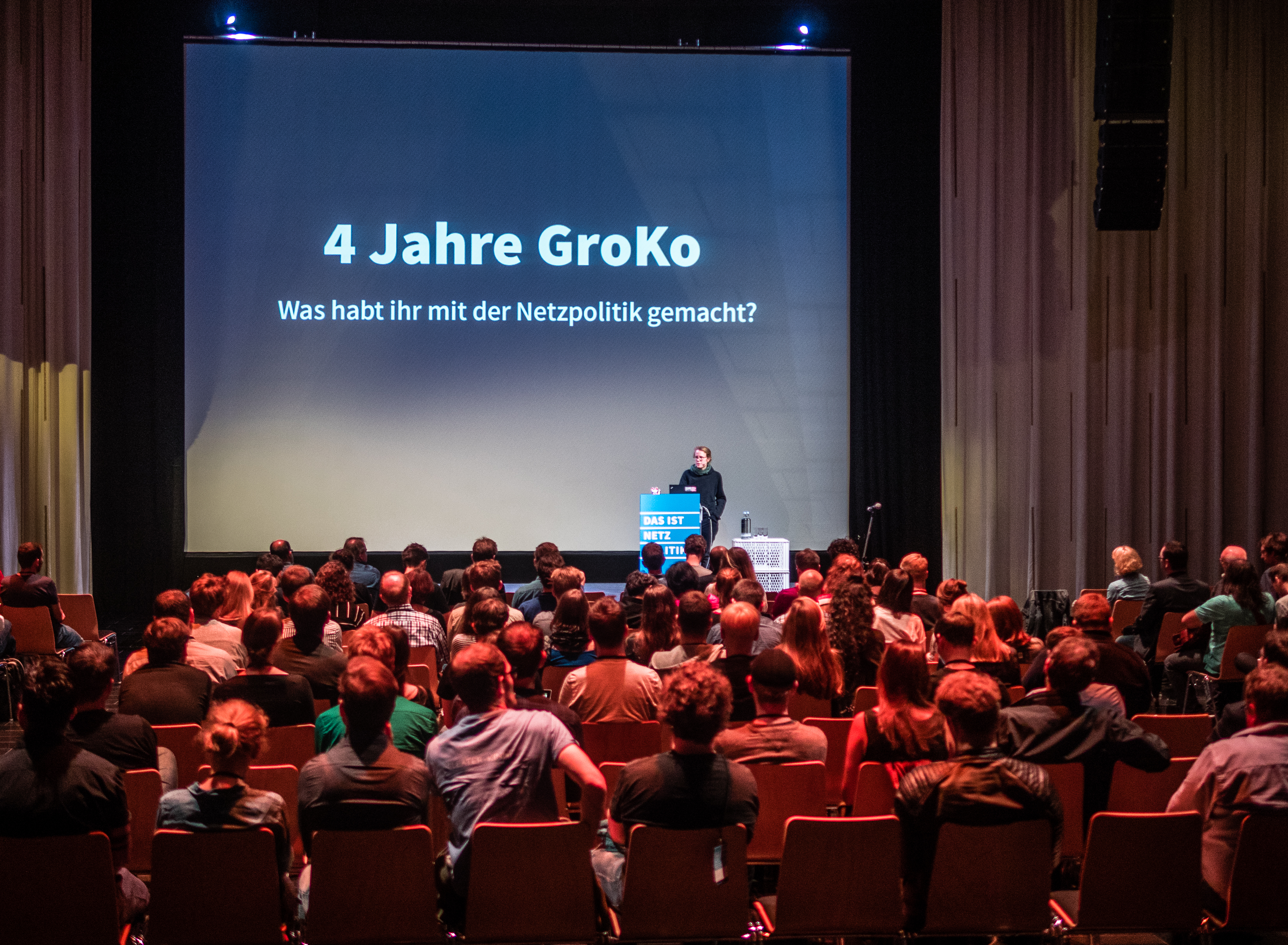
همایش اتحادیه دموکرات مسیحی آلمان و اتحادیه سوسیال-مسیحی بایرن

ائتلاف بزرگ (آلمانی: Große Koalition؛ خلاصه Groko) به ائتلاف میان دو حزب اصلی آلمان اتحادیه دموکرات مسیحی آلمان (و حزب خواهر آن در بایرن، اتحادیه سوسیال-مسیحی بایرن) و حزب سوسیال دموکرات آلمان است.
در نظام سیاسی در آلمان بعد از جنگ جهانی دوم، در مجموع چهار دوره ائتلاف بزرگ در سطح فدرال (بوندستاگ) وجود داشته است:
- بین سال‌های ۱۹۶۶ تا ۱۹۶۹ (کابینه کورت گئورگ کیزینگر)
- بین سال‌های ۲۰۰۵ تا ۲۰۰۹ و ۲۰۱۳ تا ۲۰۲۱ (کابینه آنگلا مرکل)